# Кејро (Мисури)
Кејро (енгл. Cairo) град је у америчкој савезној држави Мисури.

## Демографија
По попису из 2010. године број становника је 292, што је 1 (-0,3%) становника мање него 2000. године.
| Група             | 2000.       | 2010.       |
| Белци             | 287 (98,0%) | 281 (96,2%) |
| Афроамериканци    | 0 (0,0%)    | 2 (0,7%)    |
| Азијати           | 0 (0,0%)    | 2 (0,7%)    |
| Хиспаноамериканци | 0 (0,0%)    | 0 (0,0%)    |
| Укупно            | 293         | 292         |